# 3113 Чижевскиј
3113 Чижевскиј (енгл. 3113 Chizhevskij) је астероид главног астероидног појаса чија средња удаљеност од Сунца износи 2,427 астрономских јединица (АЈ).
Апсолутна магнитуда астероида је 13,2.